# Ostrów (Tomaszów Lubelski)
Pour les articles homonymes, voir Ostrów.
Ostrów (prononciation [ˈɔstruf]) est un village de la gmina d'Ulhówek, du powiat de Tomaszów Lubelski, dans la voïvodie de Lublin, situé dans l'est de la Pologne.
Il se situe à environ 4 kilomètres au nord d'Ulhówek (siège de la gmina), 27 kilomètres à l'est de Tomaszów Lubelski (siège du powiat) et 121 kilomètres au sud-est de Lublin (capitale de la voïvodie).

## Administration
De 1975 à 1998, le village est attaché administrativement à l'ancienne voïvodie de Zamość.

Depuis 1999, il fait partie de la nouvelle voïvodie de Lublin.